# 栾弗忌
栾弗忌（？—前576年），姬姓，栾氏，名弗忌，春秋晋国大夫。
前576年，晋国的三郤诬陷伯宗，将他杀害，栾弗忌也连累被杀。韩厥对此评价说：“郤氏恐怕不能免于祸难吧！善人，是天地的纲纪，郤氏却多次杀害善人，不灭亡还等什么？”